# Saint-Pierre-du-Bû
Saint-Pierre-du-Bû és un municipi francès situat al departament de Calvados i a la regió de Normandia. L'any 2007 tenia 435 habitants.

## Demografia

### Població
El 2007 la població de fet de Saint-Pierre-du-Bû era de 435 persones. Hi havia 146 famílies de les quals 28 eren unipersonals (24 homes vivint sols i 4 dones vivint soles), 55 parelles sense fills i 63 parelles amb fills.
La població ha evolucionat segons el següent gràfic:
Habitants censats

### Habitatges
El 2007 hi havia 154 habitatges, 146 eren l'habitatge principal de la família, 5 eren segones residències i 3 estaven desocupats. Tots els 153 habitatges eren cases. Dels 146 habitatges principals, 124 estaven ocupats pels seus propietaris, 19 estaven llogats i ocupats pels llogaters i 3 estaven cedits a títol gratuït; 2 tenien una cambra, 2 en tenien dues, 12 en tenien tres, 40 en tenien quatre i 90 en tenien cinc o més. 117 habitatges disposaven pel capbaix d'una plaça de pàrquing. A 53 habitatges hi havia un automòbil i a 88 n'hi havia dos o més.

### Piràmide de població
La piràmide de població per edats i sexe el 2009 era:
| Homes | Edats   | Dones |
| ----- | ------- | ----- |
| 0     | 95 o +  | 0     |
| 0     | 90 a 94 | 0     |
| 0     | 85 a 89 | 0     |
| 4     | 80 a 84 | 0     |
| 0     | 75 a 79 | 12    |
| 4     | 70 a 74 | 12    |
| 20    | 65 a 69 | 0     |
| 0     | 60 a 64 | 12    |
| 4     | 55 a 59 | 12    |
| 20    | 50 a 54 | 8     |
| 16    | 45 a 49 | 12    |
| 24    | 40 a 44 | 24    |
| 20    | 35 a 39 | 20    |
| 0     | 30 a 34 | 12    |
| 16    | 25 a 29 | 12    |
| 8     | 20 a 24 | 4     |
| 20    | 15 a 19 | 16    |
| 16    | 10 a 14 | 12    |
| 4     | 5 a 9   | 12    |
| 8     | 0 a 4   | 8     |

## Economia
El 2007 la població en edat de treballar era de 292 persones, 200 eren actives i 92 eren inactives. De les 200 persones actives 184 estaven ocupades (99 homes i 85 dones) i 16 estaven aturades (7 homes i 9 dones). De les 92 persones inactives 34 estaven jubilades, 23 estaven estudiant i 35 estaven classificades com a «altres inactius».

### Ingressos
El 2009 a Saint-Pierre-du-Bû hi havia 163 unitats fiscals que integraven 456,5 persones, la mediana anual d'ingressos fiscals per persona era de 18.988 €.

### Activitats econòmiques
Dels 14 establiments que hi havia el 2007, 1 era d'una empresa extractiva, 4 d'empreses de construcció, 3 d'empreses de comerç i reparació d'automòbils, 2 d'empreses de transport, 2 d'empreses immobiliàries, 1 d'una empresa de serveis i 1 d'una empresa classificada com a «altres activitats de serveis».
Dels 6 establiments de servei als particulars que hi havia el 2009, 1 era un taller de reparació d'automòbils i de material agrícola, 1 paleta, 1 fusteria, 2 lampisteries i 1 agència immobiliària.
L'únic establiment comercial que hi havia el 2009 era una carnisseria.
L'any 2000 a Saint-Pierre-du-Bû hi havia 10 explotacions agrícoles que ocupaven un total de 440 hectàrees.

## Equipaments sanitaris i escolars
El 2009 hi havia una escola elemental integrada dins d'un grup escolar amb les comunes properes formant una escola dispersa.

## Poblacions més properes
El següent diagrama mostra les poblacions més properes.